# علی شریعتی (فعال سیاسی)
علی شریعتی (زاده ۴ شهریور ۱۳۶۵) فعال سیاسی و مدنی و زندانی سیاسی اهل ایران است که در اعتراض به «روند ناعادلانه دادرسی و آزاد شدن از زندان» اعتصاب غذای طولانی کرده است. بازداشت و اعتصاب غذای طولانی علی شریعتی بازتاب گسترده‌ای در سایت‌های خبری و فضای مجازی داشته است.

## بازداشت
علی شریعتی، فارغ‌التحصیل رشته معماری در مقطع کارشناسی از دانشگاه تهران است. او نخستین بار در ۲۵ بهمن ماه ۱۳۸۹ در تجمعات خیابانی برای اعتراض به نتیجه انتخابات ریاست جمهوری سال ۸۸ دستگیر و به مدت یکماه در سلول انفرادی زندان اوین بود. پس از آن با قرار وثیقه آزاد شد. او بعدتر در دادگاه انقلاب به ریاست قاضی پیرعباسی به دو سال حبس و ۷۴ ضربه شلاق محکوم شد. دادگاه تجدید نظر این حکم را به یکسال حبس کاهش داد و شلاق نیز بخشوده شد. علی شریعتی هشت ماه از دوران یکسال حبس خود را گذراند و آزاد شد.
بار سوم در روز ۲۹ بهمن ۱۳۹۳ او را در منزلش دستگیر کردند. او طی دو جلسه دادگاه در تاریخ‌های ۳۰ خرداد و نهم شهریور ۱۳۹۴ در شعبه ۱۵ دادگاه انقلاب به ریاست قاضی ابوالقاسم صلواتی به اتهام اجتماع و تبانی از طریق شرکت در تجمع ۳۰ مهر ماه ۹۳ در اعتراض به اسیدپاشی‌ها، تبلیغ علیه نظام، توهین به رهبری، توهین به ریاست جمهوری و داشتن ماهواره در منزل متهم و محاکمه شد. در تاریخ ۲۰ شهریور ماه ۱۳۹۴ طی حکمی که به او ابلاغ شد به دلیل این اتهامات به اشد مجازات یعنی به ۱۲ سال و ۹ ماه حبس محکوم شد. دادگاه شعبه ۵۴ تجدید نظر او ۲۱ دی ماه ۱۳۹۴ برگزار شد. بر اساس رای این دادگاه که در خرداد ماه ۱۳۹۵ ابلاغ شد، علی شریعتی از سه اتهام «توهین به رهبری، توهین به ریاست جمهوری و تبلیغ علیه نظام تبرئه» شد اما برای اتهام «اجتماع و تبانی علیه امنیت ملی» به پنج سال حبس محکوم شد. اعاده دادرسی او نیز در شعبه ۳۳ دادگاه انقلاب قم در شهریور ماه ۱۳۹۵ رد شد.
علی شریعتی در روز ۱۰ آبان ماه ۱۳۹۵ بدون اطلاع قبلی و هنگامی که برای انجام کارهای اداری شخصی به شهرداری رفته بود بازداشت و برای گذراندن زندان به بند ۸ زندان اوین منتقل شد.

## اعتصاب غذا
او از همان روز بازداشت اعتصاب غذای خود را در اعتراض به اجرای حکم پنج سال زندان که به آن اعتراض دارد، آغاز کرد و اعلام کرد تا تبرئه شدن و آزادی دست از اعتصاب نخواهد کشید. او در هشتمین روز اعتصاب، اعلام اعتصاب غذای خشک کرد اما با وخامت حالش دوباره به اعتصاب غذای تر بازگشت.
او در نامه بازگشت به اعتصاب غذای تر خبر داد که در مدت اعتصاب غذای خشک هفت بار بیهوش و چند بار به بیمارستان اعزام شده است و یک بار هم ایست تنفسی را تجربه کرده است.
علی شریعتی که از ۲۱ آبان ماه به بهداری زندان اوین منتقل شد و بدون حق دسترسی به تلفن در آن‌جا محبوس بود. روز پنجم دی ماه در پی وخامت حالش به بیمارستان اعزام شد اما برای شکسته نشدن اعتصابش اجازه اقدام پزشکی نمی‌دهد که بدون برخورداری از درمان به بهداری زندان بازگردانده شد.
روز چهارشنبه ۸ دی ۱۳۹۵ در پنجاه و نهمین روز اعتصاب غذای آقای شریعتی، پزشکان بهداری زندان اوین به علت ضعف شدید و بالارفتن قند خون و وخامت حالش قصد اعزام دوباره علی شریعتی به بیمارستان را داشتند که با مقاومت او ممکن نمی‌شود. در همین حال به گفته همسر و خانواده علی شریعتی، او تاکنون ۲۰ کیلو از وزنش را از دست داده است و روز ۸ دی هنگام ملاقات کابینی حال وی به هم خورده است.

### ترند شدن در توییتر
کاربران ایرانی و غیرایرانی توییتر، در یک طوفان توییتری در روز چهارم ژانویه ۲۰۱۷، هشتگ sosAli# و در روز ششم ژانویه هشتگ All4Ali# را ترند جهانی نمودند و با این اقدام از آزادی علی شریعتی حمایت کردند.